# Doug Hammond
Doug Hammond (* 26. Dezember 1942 in Tampa/Florida) ist ein US-amerikanischer Jazzmusiker (Schlagzeuger, Komponist, Sänger). 

## Leben und Wirken
Hammond hatte vom achten Lebensjahr an Posaunenunterricht und studierte von 1957 bis 1968 an der Howard W. Blake Performance Arts High School in Tampa. Bereits ab 1962 war er als Schlagzeuger tätig. Er spielte u. a. für Earl Hooker, Stanley Cowell, Kenny Dorham, Bobby Hutcherson, Sam Rivers, Charles Mingus (Mingus Moves, 1973), Sonny Rollins, Sammy Price, Donald Byrd, Nina Simone, Betty Carter und Marion Williams. Außerdem wirkte er im Musikerkollektiv Tribe mit.
1975 kam Hammond nach Europa, wo er zunächst mit Wolfgang Dauner spielte. 1977 wurde er Mitglied von Peter Gigers Family of Percussion. Weiterhin arbeitete er mit Sigi Busch und Sulaiman Hakim sowie mit Aladár Pege und Al Foster. Seit 1981 präsentierte er sein eigenes Trio mit Steve Coleman und dem Cellisten Muneer Abdul Fataah („Folks“, 1980; „Perspicuity“, 1991). 1982 trat er mit Paquito D’Rivera auf dem Frankfurter Jazz Festival auf. Er arbeitete auch mit Lou Blackburns Gruppe Mombasa, mit Mal Waldron, Amina Claudine Myers, Marcus Belgrave und Kirk Lightsey. Er wirkte zudem an Einspielungen von Özay Fecht, James Blood Ulmer, Arthur Blythe und dem Tenor Tribute von Arnett Cobb, Jimmy Heath und Joe Henderson mit. 2007 veröffentlichte er das Album A Real Deal auf dem Label Heavenly Sweetness (mit Kirk Lightsey). 2010 folgte das Album New Beginning, 2020 Reflections in the Sea of Nurnen.
Hammond lebt in Linz. Seit 1989 ist er Professor an der Jazzabteilung der dortigen Anton Bruckner Privatuniversität. Er ist nicht nur als Schlagzeuger und Perkussionist hervorgetreten, sondern auch als Komponist groß angelegter Werke für klassisch kammermusikalische Besetzungen. Daneben hat er bisher vier Gedichtbände vorgelegt.

## Lexikalische Einträge
- Martin Kunzler: Jazz-Lexikon. Band 1: A–L (= rororo-Sachbuch. Bd. 16512). 2. Auflage. Rowohlt, Reinbek bei Hamburg 2004, ISBN 3-499-16512-0.